# Rossendale
Rossendale [ˈrɒzəndeɪl] ist ein Verwaltungsbezirk mit dem Status eines Borough in der Grafschaft Lancashire in England. Verwaltungssitz ist die Stadt Rawtenstall. Weitere bedeutende Orte sind Bacup, Edenfield, Haslingden und Whitworth. Es grenzt nördlich an die Metropolitan Boroughs Bury und Rochdale von Greater Manchester.
Der Bezirk wurde am 1. April 1974 gebildet und entstand aus der Fusion der Boroughs Bacup, Haslingden und Rawtenstall, des Urban District Whitworth sowie von ländlichen Randgebieten des heute zu Borough Bury gehörenden Urban District Ramsbottom.
Rossendale pflegt eine Städtepartnerschaft mit Bocholt in Deutschland.
Koordinaten: 53° 41′ N, 2° 15′ W